# Proteophylus
Proteophylus is een geslacht van wantsen uit de familie van de Miridae (Blindwantsen). Het geslacht werd voor het eerst wetenschappelijk beschreven door Schuh & Schwartz in 2016.

## Soorten
Het genus bevat de volgende soorten:

- Proteophylus acaciae Schuh & Schwartz, 2016
- Proteophylus grevilleae Schuh & Schwartz, 2016
- Proteophylus occidentalis Schuh & Schwartz, 2016
- Proteophylus orientalis Schuh & Schwartz, 2016
- Proteophylus petrophile Schuh & Schwartz, 2016